# Into the Labyrinth
Into the Labyrinth (1993) este al șaselea roman scris de Margaret Weis și Tracy Hickman din seria The Death Gate.